# Dexter Wynn
Dexter Maurice Wynn (* 25. Februar 1981 in Sumter, South Carolina) ist ein ehemaliger US-amerikanischer American-Football-Spieler. Er spielte fünf Saisons auf der Position des Cornerbacks in der National Football League (NFL).

## NFL

### Philadelphia Eagles
Wynn wurde im NFL Draft 2004 in der sechsten Runde von den Philadelphia Eagles ausgewählt. Bei den Eagles wurde er als Ersatz-Cornerback und Return Specialist eingesetzt. Am 31. Oktober 2006 wurde Wynn entlassen.

### Houston Texans
Am 3. November 2006 verpflichteten die Houston Texans Wynn. Am 29. August 2008 wurde Wynn von den Texans entlassen.

### Detroit Lions
Am 10. Dezember 2008 verpflichteten die Detroit Lions Wynn. Am 9. Januar 2009 wurde er entlassen.